# تاريخ لامبورغيني

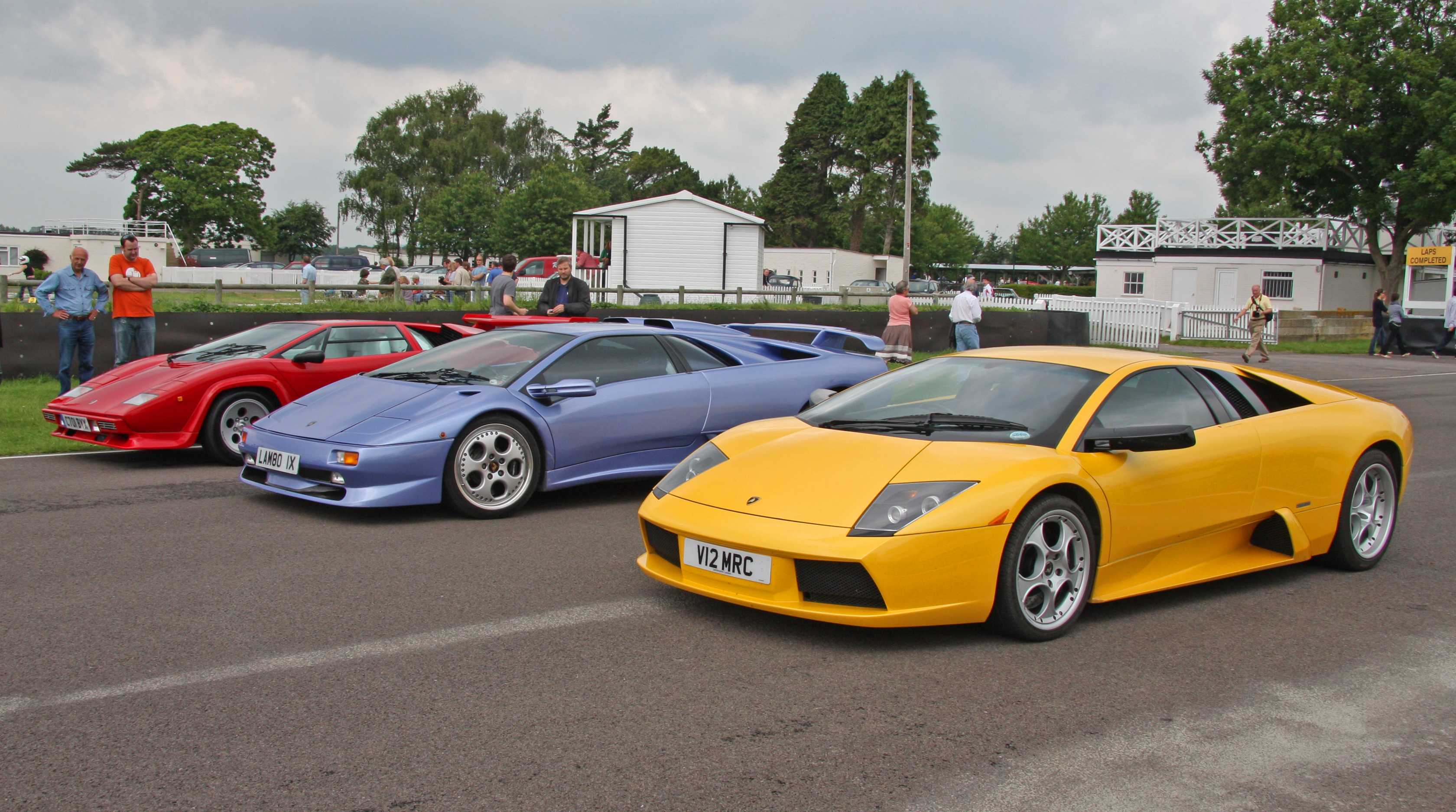
سيارات لامبورغيني

لامبورغيني للسيارات (إس. بي. إي) هي علامة تجارية إيطالية ومصنع للسيارات الفاخرة. يقع مقر الشركة في سانت أجاتا بولونيز في إيطاليا. أسس قطب التصنيع الإيطالي فيروتشيو لامبورغيني الشركة في عام 1963 بهدف إنتاج سيارة فاخرة للرحلات الكبرى للتنافس مع عروض من علامات تجارية معروفة مثل فيراري. طرحت النماذج الأولى للشركة في منتصف الستينيات ولفتت الانتباه بسبب صقلها وقوتها وراحتها. اكتسبت لامبورغيني شهرة واسعة في عام 1966 لسيارة ميروا الرياضية الكوبية التي صنعت بمحرك خلفي وسطي ودفع خلفي بالعجلات، كونها نموذجًا قياسيًا للسيارات عالية الأداء في تلك الحقبة.
نمت لامبورغيني بسرعة خلال عقدها الأول، ولكن تراجعت المبيعات في أعقاب الانكماش المالي العالمي في عام 1973 وأزمة النفط. باع فيروتشيو لامبورغيني ملكية الشركة لجورج هنري روسيتي ورينيه لايمر وتقاعد عام 1974. أفلست الشركة في عام 1978. وُضعت في الحراسة القضائية للأخوين جاد كلود وباتريك ممران في عام 1980، اللذين اشترياها بحوالي ثلاثة ملايين دولار أمريكي مع إعادة تسميتها إلى نوفا أوتوموبيلي لامبورغيني سبا. كما استثمر باتريك ميمران، صاحب الشركة والمدير التنفيذي فيها بشكل كبير بغرض توسيعها. وعُدّ فيما بعد الشخص الذي أنقذ لامبورغيني. تحت إدارته، توسع خط طراز لامبورغيني من كونتاش ليشمل سيارة جالبا الرياضية للمبتدئين وسيارة 002 إل إم ذات الأداء العالي للطرق الوعرة.
باع باتريك ميمران شركة لامبورغيني لشركة كرايسلر في عام 1987 مقابل 25 مليون دولار أمريكي. بعد استبدال ديابلو بـ كونتاش والتوقف عن صنع جابا و002 إل إم. باعت شركة كرايسلر لامبورغيني لمجموعة الاستثمار الماليزية مايكم سيتدكو والمجموعة الإندونيسية فيباور في عام 1994. في عام 1998، باعت كلتا المجموعتين مايكم سيتدكو وفيباور لامبورغيني إلى فولكس واجن حيث وُضعت تحت سيطرة قسم أودي في المجموعة. قُدمت منتجات وخطوط طراز جديدة إلى محفظة العلامة التجارية ما أدى إلى زيادة الإنتاجية للعلامة التجارية.

## 1963ـ1972 فيروتشيو لامبورغيني

### أوائل الخمسينيات - بدء التشغيل و350 جي تي
قبل تأسيس شركته، كلف لامبورغيني الشركة الهندسية سوسيتي أوتوستار بتصميم محرك 12ڤي لاستخدامه في سيارته الجديدة. أراد لامبورغيني أن يكون للمحرك إزاحة مماثلة لـ فيراري 12 ڤي 3 لترات أراد تصميمه للاستخدام في الطرق فقط. على عكس محركات السباق المعدلة التي تستخدمها فيراري في سيارتها على الطرق. كان جيوتو بيزاريني، عضو «عصابة الخمسة» لمهندسي فيراري التي يديرها أوتوستار والذي كان مسؤولًا عن ابتكار السيارة الشهيرة فيراري 250 جي تو أو، ولكنه ترك الشركة في عام 1961 بعد إعلان المؤسس إينزو فيراري عن نيته في إعادة تنظيم طاقم الهندسة. المحرك الذي صممه بيزاريني والمعروف اليوم باسم لامبورغيني 12 ڤي لديه إزاحة 3.5 ونسبة ضغط 1:9.5 وأقصى مردود يبلغ 365 حصانًا (268 كيلوواط، 360 حصان) عند 9800 دورة في الدقيقة. استاء لامبورغيني من الدوران العالي للمحرك ونظام السومب الجاف اللذين يُعدا من خصائص محركات السباق التي لا يرغب باستخدامها. وعندما رفض بيزاريني تغيير تصميم المحرك لجعله أكثر «تكلفًا» رفض لامبورغيني دفع الرسوم المتفق عليها البالغة 4.5 مليون ليرة إيطالية (بالإضافة إلى زيادة عن كل وحدة إضافية ينتجها المحرك زيادة عن محرك فيراري). لم يعوض لامبورغيني المصمم بالكامل حتى دفعته المحاكم إلى ذلك.